# Gran Serbia
Gran Serbia (en serbio: Велика Србија/Velika Srbija) es un término aplicado a ciertas corrientes dentro del nacionalismo serbio, esencialmente expansionistas del territorio de la ex-Yugoslavia dominada anteriormente por los serbios, y en uso actualmente por corrientes extremistas dentro de la actual República de Serbia.

## Definición
En la aplicación del término Gran Serbia es posible reconocer dos corrientes. La primera lo relaciona con el objetivo de lograr la unión de todos los serbios en un solo estado, y en su forma más radical determinaría la inclusión en dicho estado de regiones donde los serbios son una minoría más o menos significativa. Desde 1918 se ha aplicado también, en esta acepción, a movimientos tendentes a la creación o mantenimiento de una Yugoslavia en la que los serbios fuesen el pueblo dominante política y étnicamente.
La segunda corriente se referiría a los intentos de unir a los pueblos eslavos del Sur por la simple expansión de Serbia, de modo que los supuestos pueblos hermanos se verían forzados a adaptarse a las leyes y costumbres serbias. Por extensión, tras el establecimiento de Yugoslavia, los opositores a esta unión acusaron históricamente a sus defensores de impulsar la imposición del dominio serbio sobre Yugoslavia, relacionando este concepto con el citado en primer lugar. Los defensores de la Gran Serbia alegaban que el propio hecho de la creación de Yugoslavia respondía a la necesidad de unir a los serbios bajo un solo estado, y que reducir el liderazgo serbio sería entonces atacar los fundamentos de la propia existencia del país.

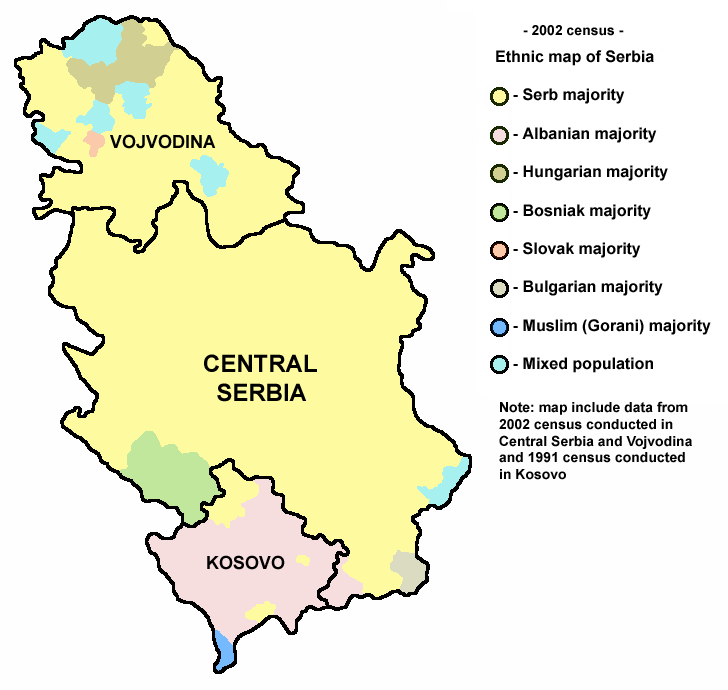
Mapa étnico de Serbia, según un censo de 2002. En amarillo, las zonas de mayoría serbia. En magenta, de mayoría albanesa.

De un modo u otro, las reclamaciones sobre los territorios que han formado en alguna ocasión parte de Serbia han emergido en numerosas ocasiones durante los siglos XIX y XX, especialmente en la expansión hacia el sur de las propias Guerras Balcánicas de 1912-1913, así como en el intento de expansión hacia el oeste con el desmembramiento de Yugoslavia en los años 90. La idea tiene como fundamento la existencia histórica de una gran cantidad de serbios viviendo fuera de sus fronteras, particularmente en Bosnia-Herzegovina y antiguamente en Croacia (antes de la expulsión de serbios en 1995). En la práctica política la idea de la Gran Serbia se considera una motivación más entre las que acabaron causando conflictos bélicos, tales como las Guerras Yugoslavas (1991-2001).

## Precedentes históricos
Aunque la idea de una federación de pueblos sudoeslavos ya se encontraba presente en escritos del influyente noble polaco Adam Jerzy Czartoryski (incluida en su soñada confederación polaco-lituana), se considera que el ideal de la Velika Srbija tiene su precedente directo en el informe datado en 1844 del ministro serbio Ilija Garašanin y denominado Načertanije. En él se reivindicaba la unión de los pueblos serbios que en ese momento se encontraban en territorios extranjeros, divididos por aquel entonces entre el Imperio austrohúngaro y el Imperio otomano. Esos territorios incluían gran parte de la actual Croacia (el territorio al este de la línea Virovitica-Karlovac-Karlobag), toda la actual Bosnia-Herzegovina, Kosovo, el norte de Albania y Macedonia del Norte. Garašanin propone diversos métodos para extender la influencia serbia, especialmente centrados en la propaganda y la interconexión con agitadores pro serbios, con vistas a disponer de una situación favorable cuando el Imperio Otomano finalmente colapsase. Dicho plan no se hizo público hasta 1897, y ha sido interpretado como un anteproyecto dirigido a la unificación nacional serbia, reforzando las ideas nacionalistas pro serbias en los pueblos colindantes, considerados en dicho informe como faltos de conciencia nacional propia.
Se ha señalado la alteración posterior del significado y la influencia del “Načertanije”, concretamente en dos sentidos: en primer lugar el anteproyecto, originalmente propagandístico y preocupado por el desmoronamiento del Imperio Otomano, se habría convertido después en un proyecto dirigido a expandir la influencia y el control serbio incluso en tierras que nunca habían sido parte de Serbia. La otra alteración significativa sería el cambio en los métodos: inicialmente un plan de propaganda, transformado posteriormente en estrategia militar y, en ocasiones, como en el caso de la Mano Negra, en actividad terrorista.
Desde los años 1850 en adelante la importancia del ideal, todavía sin nombre, fue creciendo entre los políticos serbios. Casi todos ellos imaginaban alguna especie de "confederación balcánica" que incluiría Serbia, Bulgaria y, en algunas ocasiones, Rumania, además de Vojvodina, Bosnia y Herzegovina y Croacia, en tanto en cuanto se disolviera el Imperio Austrohúngaro.

## Aparición del término
El término “Gran Serbia” aparece en primer lugar de manera pública con una carga peyorativa, en un panfleto del socialista serbio Svetozar Markovic en 1872. El título Velijka Srbija/Gran Serbia expresaba en él la consternación del autor ante la posibilidad de una expansión sin las necesarias reformas sociales y culturales, así como ante la posible confrontación con pueblos vecinos como croatas o búlgaros. Posteriormente la valoración del término iría variando, por ejemplo en escritos del intelectual serbobosnio Jefto Dedijer de finales del siglo XIX. Este imaginaba a Serbia y Montenegro, los dos vecinos con parentesco étnico de los territorios austrohúngaros, como el núcleo eslavo alrededor del cual se crearía un gran estado (más amplio que Yugoslavia) que uniría a todos los serbios, así como las áreas de similar procedencia, ya fuese por ser pueblos eslavos o por su coincidencia religiosa. Hasta este punto, la situación no pasaba de ser una discusión académica.

## El argumento lingüístico

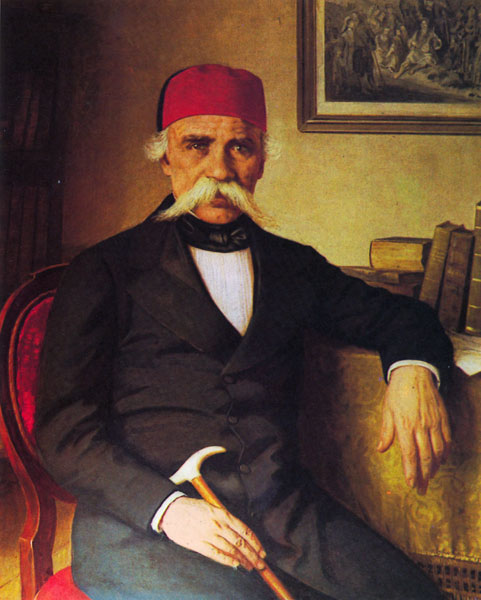
Vuk Karadžić

El lingüista serbio más notable del siglo XIX, Vuk Karadžić, sostenía en su tratado "Serbios todos y en todas partes" la idea de que todos los eslavos que hablaban el dialecto stokaviano (base, entre otros, del idioma serbo-croata) debían considerarse serbios, en tanto que en realidad hablaban auténtico idioma serbio. Esta definición implicaría que amplias áreas de Croacia y Dalmacia, así como Bosnia-Herzegovina, incluyendo territorios habitados por católicos y musulmanes que no tenían conciencia nacional serbia, serían serbios. Karadžić es considerado por ello como uno de los progenitores de la idea de la Gran Serbia. En todo caso, se trata de uno de los principales moldeadores de la conciencia nacional serbia, con la meta de incorporar a todos los hablantes de dialectos stokavianos en un moderno estado serbio. Cabe hacer notar que, curiosamente, su definición exclusivamente lingüística habría excluido no sólo Kosovo sino el propio sur de Serbia, donde se habla el dialecto torlački.
De cualquier manera, al proyecto de Karadzic se opusieron desde el principio varios argumentos, tales como la cierta conciencia nacional católico-croata de la mayoría de los intelectuales y escritores croatas católicos de los siglos siglo XVI y siglo XVII, o la acusación de que con sus argumentos defendía los estudios eslavos de principios del siglo XX (que incluían a Josef Dobrovský, Pavel Josef Šafařík y Jernej Kopitar), claramente influidos por las pretensiones políticas del Imperio Austríaco.

## sigloXX

### 1900-1918

Divisiones étnicas del Imperio austrohúngaro, 1910.

A principios de siglo, entre los grupos radical-nacionalistas serbios se incluía la organización terrorista Mano Negra, comandada por el coronel Dragutin Dimitrijević Apis, que había ido tomando una postura cada vez más activa y militante en el asunto del gran estado serbio. Se cree responsable a esta organización de multitud de atrocidades durante las Guerras de los Balcanes de 1913. En 1914, un militante de la Joven Bosnia, una organización revolucionaria, un serbobosnio, Gavrilo Princip, asesinó al Archiduque Francisco Fernando de Habsburgo, lo que desencadenó la crisis internacional que iniciaría la I Guerra Mundial.
Por otro lado y en su sentido más moderado, hacia 1914 el concepto “Gran Serbia” se iba paulatinamente sustituyendo por un Pan-eslavismo más neutral. Ese cambio de punto de vista buscaba ganar apoyos entre el resto de pueblos eslavos vecinos, también ocupados por Austria-Hungría. La intención de crear un estado eslavo del Sur ("Yugo-slav") ya se expresaba en la Declaración de Niš realizada por el primer ministro serbio Nikola Pašić en 1914, así como en declaraciones de Pedro I de Serbia en 1916. Los documentos muestran que Serbia perseguiría una política que integrase todo el territorio que contenía a los serbios y eslavos del sur, incluidos los croatas, eslovenos y musulmanes bosnios.

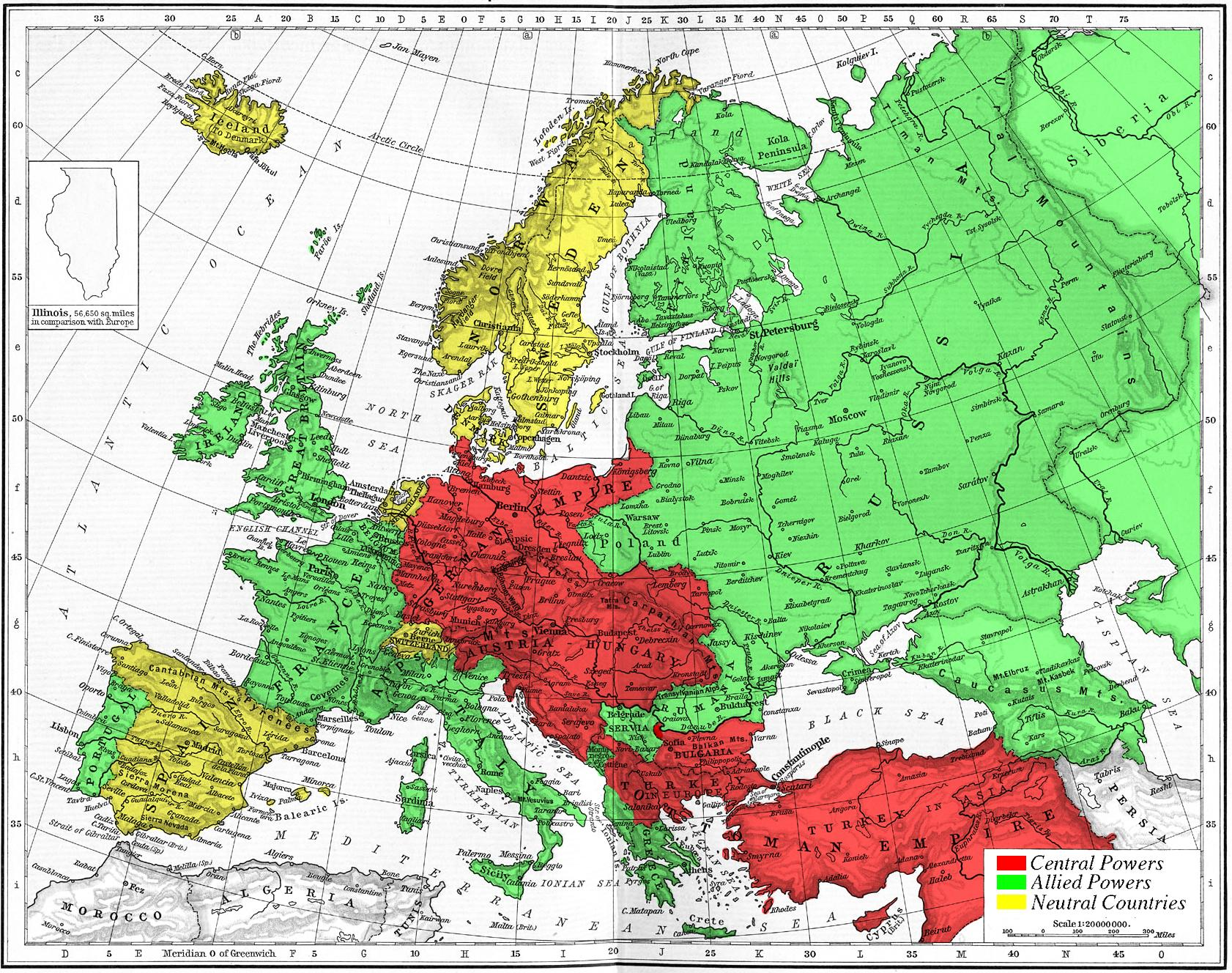
Europa, 1913. La Triple Entente vencedora en verde (incluyendo Serbia) y las Potencias Centrales de la Triple Alianza en rojo.

### 1918-1945
En 1918, la Triple Entente (Gran Bretaña, Francia y Rusia) vence a Alemania y Austria-Hungría. Serbia, que había estado aliada con la Entente, presionó a los aliados para conseguir sus demandas territoriales, apoyada por las minorías serbias que vivían en los mismos. Es ese momento Montenegro ya se había unido a Serbia; los aliados finalmente concedieron Eslovenia, Croacia y Bosnia-Herzegovina. Nacionalistas serbios y yugoslavos sostenían que dichos pueblos se diferenciaban muy poco, y únicamente debido a las divisiones religiosas impuestas por los ocupantes extranjeros. Bajo esa creencia, en Serbia se extendió el convencimiento de que esas anexiones vendrían seguidas de una asimilación progresiva de sus pueblos en una identidad sudoeslava basada en la serbia, lo que legitimaría el control étnico y religioso que se había de mantener ante todo sobre Bosnia-Herzegovina y Croacia.
Adicionalmente, la dominación serbia del llamado por aquel entonces Reino de Yugoslavia (que existió hasta la II Guerra Mundial), ha sido vista por algunos como el resultado de facto de una política basada en la idea de la Gran Serbia. Por ello, movimientos y partidos tanto de derechas como de izquierdas se oponían al propio Reino: el Partido Comunista de Yugoslavia expandió su concepto de lucha de clases para incluir los conflictos étnico-clasistas: los opresores burgueses de la clase trabajadora se convirtieron entonces en los “opresores serbo-burgueses“. Respecto a la oposición derechista, el Reino encontraba una resistencia nacionalista considerable en Croacia, y el movimiento Ustachá aliada de la Alemania Nazi
 durante la Segunda Guerra Mundial intentaba justificar su virulenta postura anti-serbia con el argumento de que buscaba “liberar Croacia de las leyes extranjeras y establecer un estado completamente libre e independiente sobre la totalidad de su territorio histórico”. Dichos sentimientos tenían gran predicamento en Croacia en aquel momento, y los Ustachá, que eran una pequeña y poco representativa minoría, consiguieron tomar ventaja de la situación. El 9 de octubre de 1934, un terrorista macedonio reclutado por los ustachás asesinó en Marsella al rey Alejandro. Durante la Segunda Guerra Mundial los croatas ustachas justificaron la persecución de los serbios en su territorio por la creación de la Gran Serbia, dando a esto a la creación del Campo de concentración de Jasenovac por el dictador croata Ante Pavelić. Según los cálculos, entre 500 000 y 700 000 serbios fueron asesinados por la ustacha croata.

### Tras la II Guerra Mundial

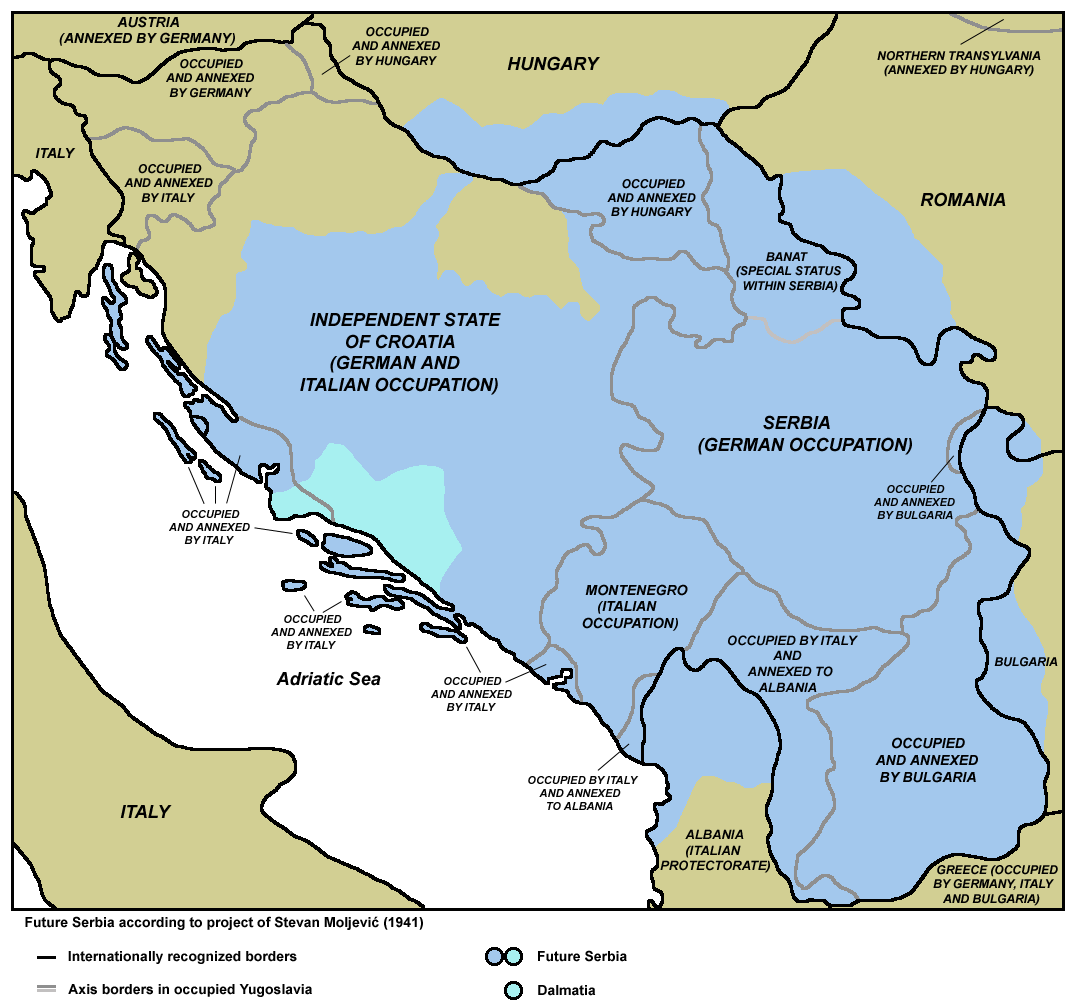
Futura Serbia según Stevan Moljević (1941).

Durante la II Guerra Mundial, el movimiento realista Chetnik (mayoritariamente serbio), encabezado por Draža Mihailović, intentó definir su visión de un futuro posterior a la guerra. Uno de sus intelectuales, el nacionalista serbobosnio Stevan Moljević, propuso en 1941 (en un documento titulado “Sobre nuestro Estado y sus fronteras”) la creación de una Gran Serbia que incorporase no sólo Bosnia y gran parte de Croacia sino también pedazos de Rumanía, Bulgaria y Hungría. Este documento habría sido un importante punto de discusión en el congreso Chetnik celebrado en enero de 1944, del que se han perdido las actas. De cualquier manera, las ideas de Moljević nunca se pusieron en práctica debido a la derrota de los chetnik a manos de los partisanos del general Tito, y es difícil asegurar cuán influyentes eran, debido a la mencionada pérdida de los archivos del congreso. Sin embargo su idea central, esto es, que Serbia se define por el patrón de los asentamientos de su población sin tener en cuenta las fronteras nacionales existentes, evoca irremediablemente el ideal de la Gran Serbia. Del mismo modo, la cartografía serbia propuesta/soñada por Moljević se convirtió en una referencia fundamental para el nacionalismo, perviviendo hasta nuestros días. Los mapas con la imagen de la Gran Serbia no son infrecuentes en los medios de comunicación como reflejo del ideario político del Partido Radical Serbio.

## Papel en la disolución de Yugoslavia

### El Memorando de la Academia Serbia de las Ciencias y las Artes

República Federal Socialista de Yugoslavia:
1. Bosnia-Herzegovina
2. Croacia
3. Macedonia del Norte
4. Montenegro
5. Serbia, que contenía Kosovo (5a) y Vojvodina (5b)
6. Eslovenia

La situación de los serbios en la Yugoslavia socialista tras la II Guerra Mundial empeoró en mayor o menor medida debido al resultado de ésta. La lista de agravios supuestamente padecidos por los serbios durante décadas, y su alegato de estar sometidos en la República Socialista tuvo su expresión más importante en el Memorando de la Academia Serbia de las Ciencias y las Artes, un documento no oficial que se filtró al público en 1986, cercano ya el proceso de disgregación del bloque comunista que tendría como uno de sus efectos la exacerbación de diferentes nacionalismos. El citado documento tuvo una importancia determinante, de impulso de lo que se convertiría en el movimiento pan-serbio de los últimos años 80 que llevaría a Slobodan Milošević al poder. Los autores del citado Memorando eran los intelectuales de mayor fuste de la sociedad serbia del momento, entre ellos Pavle Ivić, Antonije Isaković, Dušan Kanazir, Mihailo Marković, Miloš Macura, Dejan Medaković, Miroslav Pantić, Nikola Pantić, Ljubiša Rakić, Radovan Samardžić, Miomir Vukobratović, Vasilije Krestić, Ivan Maksimović, Kosta Mihailović, Stojan Čelić y Nikola Čobelić. Describía una sistemática discriminación histórica anti-serbia, y culminaba sosteniendo incluso que se estaba produciendo un genocidio entre los serbios residentes en Kosovo. Muchas de sus afirmaciones son bastante discutibles.[cita requerida]
Sus tesis centrales incluían:
- Que Yugoslavia estaba sometida a la hegemonía croata y eslovena.
- Que los serbios, en Yugoslavia, se encontraban sometidos como nación, siendo ésta especialmente brutal en Kosovo y en Croacia, donde el estatus de los serbios era “el peor que recuerda la historia”.
- Que Serbia era económicamente explotada, estando sujeta a los mecanismos político-económicos que le restaban gran parte de su riqueza, redistribuyéndola entre Eslovenia, Croacia y Kosovo.
- Que las fronteras entre las repúblicas yugoslavas eran arbitrarias y había sido diseñadas por los comunistas dominantes, croatas y eslovenos.

Los defensores del Memorando sostenían que no buscaban la ruptura de Yugoslavia para crear una Gran Serbia; al contrario, se manifestaban a favor de Yugoslavia, pero su apoyo a la misma estaría condicionado a cambios fundamentales para acabar con lo que denominaban discriminación anti-serbia, que venía unida a la propia constitución yugoslava desde la creación de la República. El cambio solicitado con más vehemencia era la abolición de la desarrollada autonomía de Kosovo y la Vojvodina, parte de la propia Serbia.

### Milošević
Con la llegada al poder de Slobodan Milošević el discurso del Memorando pasó a ser de conocimiento público en Serbia. Milošević habría llevado a cabo un rígido control de los medios de comunicación, con el objetivo de propagar las tesis del mismo, así como la necesidad de reajustes en Yugoslavia para corregir esa tendencia. Estas actuaciones fueron seguidas de la denominada “Revolución anti-burocrática”, a través de la cual, con el derrocamiento de los gobiernos provinciales de Kosovo y Vojvodina, y el del gobierno de la República de Montenegro, Milosevic acumuló una posición dominante para acceder a la presidencia colectiva de Yugoslavia. El 28 de junio de 1989, se presentó ante aproximadamente un millón de serbios en el 600 aniversario y en el lugar de la batalla de Kosovo, en las inmediaciones de Kosovo Polje, donde pronunció el famoso discurso de Gazimestan, en una exaltación de los ideales serbios, arengando a las masas en recuerdo de la batalla y apelando a la unidad de los serbios para los momentos difíciles que preveía. Según algunas conclusiones,[cita requerida] la posterior manipulación del mensaje de este discurso trajo funestas consecuencias para posteriores sucesos en la región. Más adelante, en 1990, diversas elecciones pusieron en el poder a partidos opuestos al movimiento pan-serbio en Croacia y Eslovenia.
En Serbia en ese momento varios partidos de oposición pedían abiertamente la creación de la Gran Serbia, rechazando los límites fronterizos de las Repúblicas vecinas como creación artificial de los partisanos de Tito. Así se manifestaban tanto el SNO de Vuk Drašković como el Partido Radical Serbio de Šešelj, y ambos sostenían que los recientes cambios no habían hecho más que empezar a compensar muchos de los prejuicios anti-serbios que había alegado el Memorando. Aunque sostenido por esos grupos, Milosevic y su Partido Socialista de Serbia aún se decían los defensores de la Federación Yugoslavia. Justo antes del inicio del conflicto en los Balcanes, con el poder desapareciendo de las manos del gobierno federal de camino a las de las repúblicas, se llega a un punto muerto en el que tanto los eslovenos como los croatas buscaban una confederación y los serbios reforzar la federación. En todo caso, también se ha apuntado la amenaza implícita que suponía que si Yugoslavia se rompía, Milosevic tomara la bandera de los partidos que ya le apoyaban y buscase el nacimiento de esa nueva Gran Serbia.
Durante el juicio que se hizo en su contra en el Tribunal Penal Internacional para la ex-Yugoslavia, Slobodan Milošević argumentó en su defensa que ningún funcionario de su gobierno (Serbia y Yugoslavia) levantó la bandera de la Gran Serbia mientras estaban en funciones.

### Las guerras

«Gran Serbia» 1993.

Durante las Guerras de los Balcanes de los años 90, el concepto Gran Serbia fue ampliamente considerado fuera de Serbia como la motivación principal de las campañas militares emprendidas para formar y sostener estados serbios en los territorios de las antiguas repúblicas yugoslavas de Croacia (la República Serbia de Krajina) y Bosnia-Herzegovina (la República Srpska). Desde el punto de vista serbio, el objetivo de esta política era asegurar los derechos de los serbios asegurándose de que nunca podrían estar sujetos a leyes potencialmente hostiles, particularmente en los territorios de sus históricos enemigos croatas.

## Conclusión: críticas e influencia en la actualidad
El concepto Gran Serbia ha sido ampliamente criticado, a raíz de los conflictos balcánicos de finales del siglo XX, por otras nacionalidades de la propia antigua Yugoslavia, así como por observadores extranjeros. Las principales objeciones que se le hacen son tres:
- En primer y principal lugar, las diversas definiciones de un espacio nacional serbio han entrado históricamente en conflicto con otros conceptos nacionales (croata, esloveno, kosovar) de su propio espacio nacional.

- Se han criticado sus justificaciones históricas, cuestionables en cuanto a sus demandas territoriales: por ejemplo, durante la Guerra Croata de Independencia, se llegó a reclamar tanto Dubrovnik como otras partes de Dalmacia como territorios históricamente serbios (a esas demandas se opusieron tanto las autoridades croatas como los gobiernos europeos de mayor peso)

- Por último, la naturaleza coercitiva de la creación de un gran estado serbio contra la voluntad de otras naciones; antes de la guerra, los pueblos de Yugoslavia se hallaban altamente entremezclados y era físicamente imposible crear estados étnicamente uniformes sin el desplazamiento de grandes cantidades de población contra su voluntad. Persiguiendo ese ideal, las autoridades serbias llevaron a cabo durante la guerra numerosos episodios de limpieza étnica, con el fin de asegurarse de que podrían establecer territorios mono-étnicos sin la oposición de grupos minoritarios potencialmente poco leales.

La derrota militar de los serbo-croatas, la creación de la República Srpska dentro de la soberanía Bosnia-Herzegovina, la administración de Kosovo por la ONU y su posible independencia, el éxodo de serbios de amplias áreas de Croacia, Bosnia y Kosovo y las diversas acusaciones a líderes y militares serbios por crímenes de guerra han desacreditado profundamente los ideales a la búsqueda de una Gran Serbia, tanto en el propio territorio serbio como en el extranjero. Los países occidentales sostienen que las atrocidades de las guerras yugoslavas les han impulsado a tomar una postura mucho más enérgica contra las ideas propulsoras de esa meta, de manera notable en Kosovo. En cualquier caso, la idea de la Gran Serbia continúa teniendo su influencia en los políticos serbios,[cita requerida] y es vista todavía por muchos croatas, bosnios y albanos como una barrera para las relaciones entre los serbios y sus poblaciones y territorios vecinos.